# Macrocephenchelys
Macrocephenchelys är ett släkte av fiskar. Macrocephenchelys ingår i familjen havsålar.
Kladogram enligt Catalogue of Life:
| Macrocephenchelys | \| \| Macrocephenchelys brachialis \| \| \| \| \| \| Macrocephenchelys brevirostris \| \| \| \| |
|                   | \| \| Macrocephenchelys brachialis \| \| \| \| \| \| Macrocephenchelys brevirostris \| \| \| \| |
|                   | Macrocephenchelys brachialis                                                                    |
|                   |                                                                                                 |
|                   | Macrocephenchelys brevirostris                                                                  |
|                   |                                                                                                 |